# موتوكو كوساناجي
الرائد موتوكو كوساناجي (草薙 素子 General Kusanagi Motoko), أو الرائد "Major" كاختصار. هي البطل الرئيسي في مانجا «ماساموني شيرو» والأنمي (شبح في الهيكل) Ghost in the Shell. هي إنسانة بجسد اصطناعي مُعزَّزة إلكترونيًا. تعمل كقائد مَيداني لقِسم الأمن العام رقم 9، وهو قسم لِإنفاذ قانون مكافحة الجرائم الإلكترونية التابع للجنة الوطنية اليابانية للسلامة العامة. نظرًا لكونها قوية الإرادة وقوة الجسد وذكية للغاية، فهي مَعروفة جيدًا بمهاراتها في الاستنتاج والقرصنة الإلكترونية والتكتيكات العسكرية.

## الفكرة والتصميم
تم تصميم جسد موتوكو كوساناجي (Motoko Kusanagi) من قِبل مؤلف المانجا والفنان ماساموني شيرو (Masamune Shirow) ليكون نموذجًا للإنتاج الضخم حتى لا يكون جسدها بارز الشكل. نظامها الكهربائي والميكانيكي خاص ويتميز بأجزاء غير متوفرة في السوق المدني. اختار شيرو هذا المظهر عَمدًا حتى لا يتم سرقة أعضاء موتوكو لتلك الأجزاء. 

### الشخصية
في فيلم الأنمي المقتبس لعام 1995 (ghost in the shell 1995)، جعلها مُصمم الشخصيات والمشرف الرئيسي للرسوم المتحركة هيرويوكي أوكيورا مُختلفة عن نظيرتها الأصلية في المانجا قائلاً: «موتوكو كوساناجي هي سايبورغ. لذلك جسدها قوي وفَتى. لكن علقها الإنساني أكبر سنًا بكثير مما يبدو جسدها عليه. حاولت تصوير هذا النضج في شخصيتها بدلاً من الفتاة الأصلية التي أنشأتها شيرو.» في جميع الصور تقريبًا، تم تصوير كوساناجي على أنها امرأة عصامية. فهي قائدة تتمتع بالاستقلالية الشديدة والقدرة على إثبات نفسها تحت وطأة النيران في مرات لا تحصى.
واجه كنجي كامِياما صعوبة في التعرف عليها ولم يستطع فهم دوافعها خلال الموسم الأول من مسلسل الأنمي غوست إن ذا شيل: عقدة مستقلين. نتيجة لذلك، قام بإنشاء حلقة في الموسم الثاني حيث سرد ماضيها. حيث كان قادرًا على وصفها بأنها إنسان تم اختيارها لإكتساب هذه القوة الخارقة؛ ربما يُعتقد أنها ملزمة باستخدام هذه القدرة لصالح الآخرين، حيث إنها لا تملك جسدها الاصطناعي، بل هو ملك الشركة المُصنعة. صرحت ممثلة ومخرجة الصوت الإنجليزية ماري إيليزابث ماكجليين بأنها أحببت لعب دور موتوكو كوساناجي ووصفتها بأنها «شخص بتلك القوة، ولا تزال تحتفظ بنوعًا ما من الأنوثة في بعض الأحيان.».

### القدرات
تطورت البيولوجيا العصبية وعلم التحكم الآلي وتكنولوجيا الكمبيوتر إلى درجة أن معظم الناس يمتلكون «دماغ إلكتروني عصبي» - وهو واجهة مستخدم حاسوبية مزروعة بالدماغ «أي عقل عضوي-اصطناعي» وهي تكنولوجيا تقع في منطقة العصب في الجمجمة؛ هذا يسمح لعقولهم بالتفاعل بسلاسة مع الأجهزة المزروعة أو الآلات أو الشبكات من حولهم. أحدث الدماغ الإلكتروني العصبي ثورة في التعليم وجعل التدريب في أي مهمة مجرد مسألة تحميل البيانات المناسبة (بينات التدريب المطلوب). يستخدم الجيش التكنولوجيا لتدريب جنودِه على ليصبحوا محاربين نُخبة في غضون أيام. يستخدمه المدنيون ليصبحوا بارعين في وظائفهم وتعلم الهوايات الجديدة بسرعة وسهولة. في بعض حالات الصدمات الشديدة، من الممكن استبدال أجزاء كبيرة من الدماغ والجسم بنظائر اصطناعية.
الرائد موتوكو كوساناجي هي أحد هؤلاء الأشخاص، حيث بعد أن تَعرضت لحادث أثناء طفولتها، كانت الطريقة الوحيدة لإنقاذها هي نقل مُخها العضوي إلي جسد اصطناعي؛ فأصبح الجزء العضوي الوحيد المتبقي من جسدها الأصلي هو دماغها وحَبلها الشوكي. يبدو جسدها الاصطناعي الحالي كجسد عادى، ولكنه في الواقع تُحفة عسكرية.
في كل تكرار للأنمي، كان جميع أعضاء القسم 9 من الذكور بالكامل باستثناء الرائد الذي يقود الفريق (موتوكو). توضح سلسلة Arise تفاصيل تشكيل كوساناجي لقائمة الفريق الحالية وفقًا لمواصفاتها الخاصة. فهى تُشكل وتقود القسم 9 لأنها العضو الأكثر قدرة وتفوق في الفريق.
كوساناجي هي خبيرة رائدة في حرب الجيل الرابع والحروب السيبرانية. وباعتبارها العضو الأكثر ميكانيكية في القسم 9، فهي تُعتبر بين أقرانها أفضل مقاتلة في القتال اليدوي والأكثر مهارة في «التسَلُل والغواص الشبكي». ووصف الرئيس أراماكي -رئيس القسم ٩- «قُدراتها» بأنها «... أندر من»الحاسة السادسة «؛ ذلك النوع من الأشخاص الذين توظفهم الوكالات الحكومية للاغتيالات دون ترك أثر». تسمح لها مهارات القرصنة في مجال حماية الحواسيب بوعيها بين الدماغ و الكمبيوتر للتحكم عن بعد في الروبوتات «بدون طيار» ثنائية الروبوت مع القدرة على نقل «شبحها» من مضيف إلى مضيف. تُظهر كوساناجي مرارًا وتكرارًا قدرة خارقة على اختراق برامج الأشخاص المحمية بحماية خاصة من الدرجة العسكرية، مما يسمح لها «بالرؤية من خلال أعينهم»، أو تعطيل أنظمتهم الصوتية، أو حتى السيطرة على أجسادهم تمامًا. بصفتها سايبورج، فإن كوساناجي قادرة على أداء العديد من الأعمال البطولية الخارقة، مثل إظهار قوة جسدية خارقة، أو القفز بين ناطحات السحاب، أو الألعاب البهلوانية المتقدمة، أو إسقاط رصاصة بعد إطلاقها من مسافة متوسطة.

### الخلفية
لا يُعرف سوى القليل عن تاريخ موتوكو كوساناجي المُبكر. فقط تلميحات إلى بعض من خلفيتها، عادةً من خلال ذكريات الماضي، وتقريبًا دائمًا من وجهات نظر الآخرين؛ نادرا من كوساناجي نفسها. المسلسل التلفزيوني Stand Alone Complex ، يثبت أن موتوكو كوساناجي عاشت داخل أجسام سايبورج عمليًا منذ ولادتها. تؤكد سلسلة فيديو Arise أن موتوكو كوساناجي حصلت على الرتبة العسكرية «رائد» من خلال الخدمة في قوة الدفاع الذاتي البرية اليابانية. اكتسبت كوساناجي سُمعتها بإعتبارها "Fire Starter"، وهي مخترق كمبيوتر رئيسي، من خلال سنوات من الخبرة والنشاط. غالبًا ما تُصوَّر كوساناجي وهي ترتدي لباسًا وملابسًا مثيرة (أو قلة للملابس) وتجري تجارب مع «الرذائل البشرية» في محاولة لفهم هذا الجزء من إنسانيتها، وعلى وجه الخصوص أنوثتها.